# Печорский уезд (Архангельская губерния)
Печо́рский уе́зд — административная единица в составе Архангельской губернии, существовавшая в 1891 — 1929 годах. Центр — село Усть-Цильма.

## География
Уезд занимал восточную часть Архангельской губернии. Северная часть уезда представляла собой громадное равнинное пространство, тундру, кое-где поросшую мелколесьем, большей частью с лишайниками, мхами и мелким ивняком. На запад от нижнего течения Печоры лежала Малоземельская тундра, а на восток до Уральских гор — Большеземельская тундра. Тундры перерезываются местами горными хребтами и возвышенностями: Малоземельская — Тиманским кряжем и Чаицыным Камнем, а в северо-восточной части Большеземельской тундры проходит, отделяясь от Северного Урала с юго-востока на северо-запад, хребет Пай-Хой. Южная часть уезда — всхолмленная равнина, в юго-западной части которой проходят отроги Тиманского кряжа, а в юго-восточной части — Урала. Площадь уезда в 1897 году составляла 402,4 тыс. км². В 1926 году площадь уезда составила 94,5 тыс. км².

## История
В 1866 году идею об образовании Печорского уезда с центром в селе Ижма выдвинули архангельский губернатор Гагарин и коми промышленник В. Н. Латкин, организовавший «Печорскую компанию» для разработки лесных богатств Печорского (называвшегося тогда «Запечорским» и  находившимся во 2-м стане Мезенского уезда) края.
Печорский уезд был образован в 1891 году из восточной части Мезенского уезда, где до 1780 года существовал Пустозерский уезд, упразднённый при создании Вологодского наместничества. При создании в Печорском уезде насчитывалось шесть волостей:
1. Кедвавомская волость
2. Красноборская волость
3. Мохченская волость
4. Усть-Кожвинская волость
5. Усть-Цилемская волость
6. Пустозерская волость.

К 1905 году образовалась Ижемская волость, затем появились Усть-Усинская, Сизябская и Болбанская (позднее — Верхне-Усинская) волости. В 1917 году в Печорском уезде имелось 16 волостей: Брыкаланская, Верхнеусинская (Балбанская), Галовская, Ижемская, Кедвавомская, Кипиевская, Красноборская, Мохченская, Няшебожская, Пижемская, Пустозерская, Сизябская, Усть-Кожвинская, Усть-Усинская, Усть-Цилемская и Щельяюрская. В 1918 году из Верхнеусинской выделилась Колвинская волость, из Кедвавомской — Усть-Ухтинская, из Мохченской — Бакуринская, Гамская и Мошьюгская, из Усть-Усинской — Усть-Лыжинская, из Усть-Цилемской — Абрамовская (Росвинская), Бугаевская и Ермицкая волости. 16 марта 1922 года Президиум ВЦИК постановил передать Коми области нижнепечорские волости Архангельской губернии с Тиманской тундрой. А 2 мая 1922 года ВЦИК принял декрет, в котором определил административное деление Автономной области Коми. Согласно этому документу среди прочих был образован и Печорский уезд в составе 25 волостей с центром в селе Ижма, однако затем ВЦИК отменил своё постановление от 2 мая и не включил шесть расположенных на нижней Печоре волостей в состав Коми области. 19 из 25 волостей Печорского уезда Архангельской губернии (Бакуринская, Брыкаланская, Верхнеусинская, Галовская, Гамская, Ижемская, Кедвавомская, Кипиевская, Колвинская, Красноборская, Мохченская, Мошьюгская, Няшебожская, Сизябская, Усть-Кожвинская, Усть-Лыжинская, Усть-Усинская, Усть-Ухтинская и Щельяюрская) отошли к Печорскому уезду АО Коми (Зырян), который 27 мая 1922 года был переименован в Ижмо-Печорский уезд (административный центр — в село Ижма). Бугаевская, Ермицкая, Пижемская, Пустозерская, Росвинская и Усть-Цилемская волости остались в Печорском уезде Архангельской губернии. Декретом ВЦИК от 09.06.1924 были образованы 3 укрупнённые волости: Пустозерская (к которой была присоединена Ермицкая волость), Тельвисочная (объединила кочевых самоедов Большеземельской тундры) и Усть-Цилемская (присоединены: Бугаевская, Пижемская и Росвинская волости). В 1927 году Тельвисочная волость была переименована в Нижне-Печорскую. В 1928 году вышло постановление об административных центрах Канинско-Тиманского района Мезенского уезда и Тельвисочно-Самоедского района Печорского уезда Архангельской губернии.

### Упразднение
В 1929 году Архангельская губерния и её уезды были упразднены. Территория Печорского уезда отошла к Северному краю. 20 декабря 1929 года из Пустозерской волости (без Ермицкого сельсовета) и Тельвисочно-Самоедского (Тельвисочно-Ненецкого) района был создан Пустозерский район в Ненецком (Самоедском) округе Северного края. Усть-Цилемская волость и Ермицкий сельсовет Пустозерской волости отошли к АО Коми (зырян).

## Административное деление
По данным на 1 января 1926 года уезд оставалось всего 3 волости, которые в свою очередь делились на 12 сельсоветов (с/с):
- Пустозерская волость. Центр — село Великовисочное. 4 с/с
- Тельвисочная волость. Центр — село Тельвиска. 1 с/с
- Устьцилемская волость. Центр — село Усть-Цильма. 7 с/с

## Демография
По данным переписи 1897 года в уезде проживало 35,0 тыс. чел. В том числе коми — 62,8 %; русские — 29,2 %; ненцы — 7,9 %. В селе Усть-Цильма проживало 2114 человек. На 1 января 1918 года в 213 населённых пунктах проживало 54864 человека. На 1 мая 1922 года в уезде, сильно уменьшившемся по площади, в 147 населённых пунктах проживало 14286 человек. На 1 октября 1924 года в уезде, площадью 94454 кв. км, проживало 15722 человека. По данным 1926 года в уезде проживало 18,6 тыс. человек. На 1 января 1928 года в Печорском уезде проживало 18,8 тыс. человек.

## Населённые пункты
Крупнейшие населённые пункты по переписи населения 1897 года, жит.:
- с. Ижма — 2166;
- с. Сизябское — 2120;
- с. Усть-Цильма — 2114;
- с. Бакуринское — 834;
- с. Щельяюрское — 732;
- с. Красный Бор — 683;
- с. Кычкарское — 637;
- с. Великовисочное — 612;
- д. Гамская — 588;
- д. Вертепская — 549;
- д. Диюр — 549;